# Кавиола (Белуно)
Кавиола (итал. Caviola) је насеље у Италији у округу Белуно, региону Венето.
Према процени из 2011. у насељу је живело 591 становника. Насеље се налази на надморској висини од 1092 м.